# أنور العوج
 أنور العوج (بالإنجليزية: Anwar Al-Aug)‏؛ مواليد 5 فبراير 1986 في اليمن، هو لاعب كرة قدم يمني يلعب لنادي اتحاد إب ومنتخب اليمن لكرة القدم كحارس مرمى.

## روابط خارجية
- أنور العوج على موقع الاتحاد الدولي (مؤرشف)  (الإنجليزية)
- أنور العوج على موقع ناشيونال فوتبول تيمز (الإنجليزية)
- أنور العوج على موقع كووورة